# East Usk Railway
Die East Usk Railway war eine britische Eisenbahngesellschaft in Newport in Südwales.
Die Gesellschaft wurde am 6. August 1885 gegründet.  Sie griff das 20 Jahre alte Projekt der „East Usk Railway & Docks“ auf, eine 7,5 Kilometer lange Bahnstrecke zu einem neu zu errichtenden Hafen auf der Ostseite des Usk zu bauen. In Somerton bestand Anschluss zum Streckennetz der Great Western Railway.
Am 28. Juni 1892 übernahm die Great Western Railway die Gesellschaft und bezeichnete die Strecke als East Usk Branch. Die Eröffnung der Strecke erfolgte am 4. April 1898. Im August 1901 wurde die Strecke bis Uskmouth verlängert. Die heute doppelspurige Strecke dient als Zubringer zum Kraftwerk Uskmouth.